# Fabian Tait
Fabian Tait (* 10. Februar 1993 in Bozen) ist ein italienischer Fußballspieler, der als Kapitän beim FC Südtirol unter Vertrag steht.

## Biographie
Fabian Tait begann die Fußballkarriere bei seinem Heimatverein in Salurn. 2010 wechselte er zum AC Mezzocorona, wo er sich in der Serie D und anschließend in der Serie C als Stammspieler durchsetzen konnte. Im Dezember 2013 verließ er den Club und ging zum Ligakonkurrenten SSD Marano.
Im Sommer 2014 wechselte Tait zum FC Südtirol in die Serie C, wo er nach und nach zum Aushängeschild der Mannschaft wurde. In der Saison 2021/22 wurde er mit der Mannschaft Meister der Gruppe A und sie stiegen in die Serie B auf. Seitdem ist der Mittelfeldspieler Kapitän vom FC Südtirol.

## Erfolge
Italienischer Serie-C-Meister: 2021/22